# Giuseppe Vermiglio

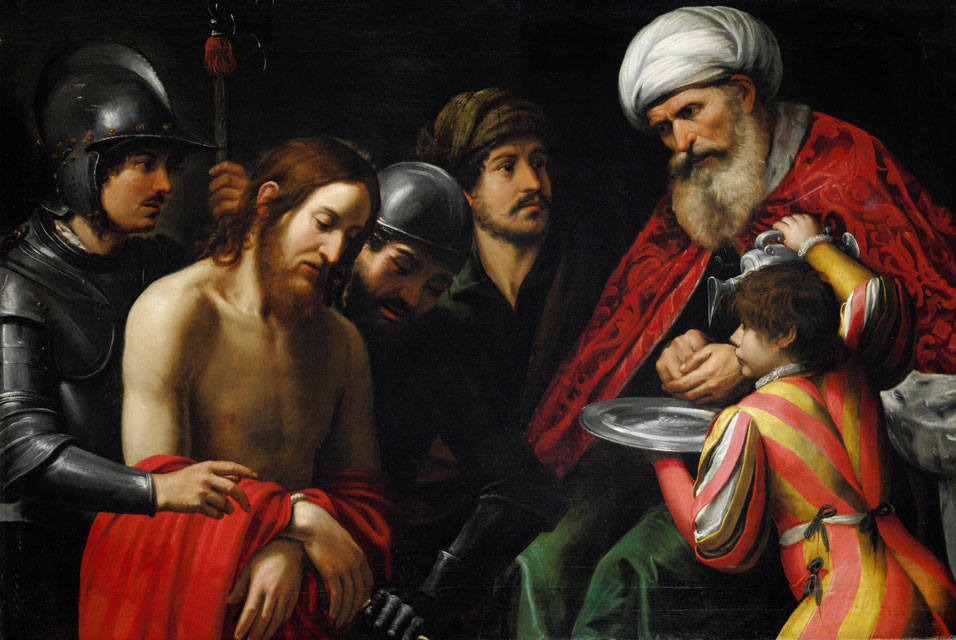
Giuseppe Vermiglio, Jezus przed Piłatem

Giuseppe Vermiglio (ur. 1585 w Alessandrii, zm. 1635) – włoski malarz, aktywny w okresie wczesnego baroku, głównie w Rzymie i Mediolanie; naśladowca Caravaggia.

## Życiorys
Nieliczne zachowane informacje dotyczące życia i twórczości artysty są niepewne i fragmentyczne. Od początku do lat dwudziestych XVII wieku działał w Rzymie, jako uczeń Adriano Monteleone. Zapewne około 1620 roku powrócił do północnych Włoch, działając w Novarze, Mediolanie i Mantui. Najsilniej w jego twórczości uwidaczniały się wpływy Caravaggia, a także Annibale Carracciego i Guido Reniego. Podejmował się głównie tematów sakralnych. Większość jego obrazów gromadzą mediolańska Pinacoteca di Brera, Galleria Sabuda w Turynie, Museo Sant'Eustorgio w Mediolanie i katedra w Pawii.

## Wybrane dzieła
- Kain i Abel, zbiory National Museum of Fine Arts, Valletta
- Cierniem ukoronowanie, Palazzo Altieri w Rzymie
- Adoracja pasterzy, 1622, Pinacoteca di Brera, Mediolan
- Ostatnia Wieczerza, 1622, Mediolan
- Ofiara Izaaka, Musei Civici del Castello Sforzesco, Mediolan
- Święty Sebastian z Aniołem, Mediolan